# فرودگاه اورانجموند
فرودگاه اورانجموند (به انگلیسی: Oranjemund Airport) یک فرودگاه همگانی با کد یاتا OMD است که یک باند فرود آسفالت دارد و طول باند آن ۱۶۰۱ متر است. این فرودگاه در کشور نامیبیا قرار دارد و در ارتفاع ۴ متری از سطح دریا واقع شده است.

## شرکت‌های هواپیمایی و مقصدهای پروازی
| شرکت‌های هواپیمایی | مقصدهای پروازی               |
| ----------------- | ---------------------------- |
| ایر نامیبیا       | لودریز، ویندهوک هوسیا کوتاکو |